# Konin Czarków
Konin Czarków – zlikwidowany wąskotorowy przystanek kolejowy w Koninie na wąskotorowej linii 
kolejowej Anastazewo – Konin Wąskotorowy, w województwie wielkopolskim, w Polsce.